# 小行星157640
小行星157640（157640 Baumeler）是一颗绕太阳运转的小行星，为主小行星带小行星。该小行星于2006年12月20日发现。
該小行星以瑞士工匠馬丁·鮑梅勒（Martin Baumeler）命名。

## 轨道参数
小行星157640的轨道半长轴为479 897 846 km，3.2078733 UA，离心率为0.108。